# Степанівська сільська рада (Олександрівський район)
| Степанівська сільська рада — колишній орган місцевого самоврядування у Олександрівському районі Донецької області з адміністративним центром у c. Степанівка. Сільській раді підпорядковані населені пункти: - c. Степанівка - с. Новоіверське - с. Новопавлівка - с. Самійлівка |

## Склад ради
Рада складається з 16 депутатів та голови.

## Керівний склад сільської ради
| ПІБ                          | Основні відомості                                                         | Дата обрання | Дата звільнення |
| ---------------------------- | ------------------------------------------------------------------------- | ------------ | --------------- |
| Давиденко Валерій Михайлович | Сільський голова, 1959 року народження, освіта, член Партії регіонів      | 26.03.2006   | 31.10.2010      |
| Давиденко Валерій Михайлович | Сільський голова, 1959 року народження, освіта вища, член Партії регіонів | 31.10.2010   |                 |

Примітка: таблиця складена за даними джерела